# Fievel i el nou món
Fievel i el nou món (títol original: An American Tail) és una pel·lícula animada de 1986, produïda per la productora de Steven Spielberg, Amblin Entertainment, i dirigida per Don Bluth. Originalment distribuïda en sales el 21 de novembre de 1986, va ser la primera pel·lícula animada produïda per Universal Pictures. Ha estat doblada al català.

## Argument
Viatjant amb vaixell des de Rússia fins a la somiada Amèrica, Fievel es perd en el mar durant una feroç tempesta. Vivint després en els suburbis de Nova York, s'enfrontarà a les meravelles d'aquest estrany lloc en una apassionant recerca de la seva família.

## Repartiment

### Anglés
- Phillip Glasser: Fievel Mouskewitz
- Dom DeLuise: Tigre
- John Finnegan: Warren T. Rat
- Amy Green: Tanya Mouskewitz
- Betsy Cathcart: Tanya Mouskewitz (cançons)
- Nehemiah Persoff: Papa Mouskewitz
- Erica Yohn: Mama Mouskewitz
- Pat Musick: Tony Toponi
- Cathianne Blore: Bridget
- Madeline Kahn: Gussie Ratonheimer
- Sherry Lynn: Orfe #2
- Maryanne McGowan: Orfena
- Christopher Plummer: Henri
- Lisa Raggio: Orfe #1
- Neil Ross: Honest Juan
- Will Ryan: Cinfra
- Hal Smith: Moe